# Żezoń połoniniec
Żezoń połoniniec (Othius transsilvanicus) – gatunek chrząszcza z rodziny kusakowatych i podrodziny kusaków. Endemit Karpat Wschodnich.

## Taksonomia
Gatunek ten opisany został po raz pierwszy w 1895 roku przez Ludwiga Ganglbauera. Jako lokalizację typową wskazano góry w Transylwanii.
Omawiany gatunek tworzy wraz z O. brevipennis, O. corpulentus, O. crassus, O. korgei, O. ponticus i O. serratus podgrupę gatunków crassus w obrębie grupy gatunków punctatulus.

## Morfologia
Chrząszcz o wydłużonym ciele długości od 4,4 do 7,6 mm. Głowa jest dłuższa niż szersza, co najwyżej nieco rozszerzona za oczami, pokryta głównie niewyraźnie zaznaczoną mikrorzeźbą poprzeczną, brunatna do czarnobrunatnej z żółtobrunatnymi głaszczkami i czułkami. Czoło jest wydłużone w części przedocznej. Silne, zakrzywione żuwaczki mają bruzdę na krawędzi zewnętrznej. Warga górna ma na przedniej krawędzi głębokie, szczelinowate wcięcie. Czułki mają człon trzeci co najwyżej nieco dłuższy niż poprzedni. Barwa przedplecza jest rdzawa lub żółtobrunatna. Na jego powierzchni widoczna jest wyraźna mikrorzeźba oraz szeregi punktów grzbietowych, w których odległość między punktem drugim a trzecim jest dwukrotnie większa niż między punktem drugim a przednim brzegiem przedplecza. Pokrywy są nie dłuższe od głowy, pokryte małymi i nieszczególnie głębokimi punktami, ubarwione brunatnie z rdzawym lub żółtym odcieniem. Skrzydła tylnej pary są uwstecznione, szczątkowo wykształcone. Odnóża są żółtobrunatnie ubarwione. Przednia ich para ma stopy o rozszerzonych członach, u samców mocniej niż u samic. Brunatnawy odwłok nie ma obwódki błoniastej na tylnym brzegu piątego tergitu. U samicy tylna krawędź dziesiątego tergitu pozbawiona jest zmodyfikowanych szczecinek. Odwłok samca cechuje się ściętym lub lekko wklęśniętym, pozbawionym wgłębienia środkowego tylnym brzegiem siódmego sternitu, również ściętym lub lekko wklęśniętym, ale zaopatrzonym w niewyraźne wgłębienie środkowe tylnym brzegiem ósmego sternitu, ściętym lub lekko wklęśniętym tylnym brzegiem dziewiątego sternitu i zaokrąglonymi lub uwydatnionymi kątami tylnymi tegoż, podługowatym tergitem dziesiątym oraz bardzo krótkimi i w widoku bocznym tępo wyokrąglonymi laterotergitami dziewiątego segmentu. Genitalia samca mają płat środkowy edeagusa z wierzchołkową częścią wyrostka brzusznego zafalowaną na brzegach bocznych i zmiennie ukształtowaną, żeberkami wyrostka brzusznego bardzo słabo zaznaczonymi, haczykowatymi i wyraźnymi sklerotyzacjami wewnętrznymi oraz tworzącym około 10 skrętów flagellum i pokrytą zmiennej długości półprzezroczystymi kolcami rurką endofallusa.

## Ekologia i występowanie
Owad górski, mezoalpejski, rozmieszczony na rzędnych od 800 do 1900 m n.p.m., zasiedlający piętro regla górnego, zwłaszcza zarośla olszy zielonej, oraz połoniny, wzdłuż potoków schodzący do regla dolnego, gdzie jednak notowany jest wyraźnie rzadziej. Bytuje w ściółce i wśród mchów. Aktywny jest od kwietnia do listopada.
Gatunek palearktyczny, europejski, zaliczany do paleoendemitów wschodniokarpackich. Znany jest z terenów Polski, Słowacji, Ukrainy i Rumunii. W tej pierwszej ograniczony jest do Bieszczadów. Na „Czerwonej liście zwierząt ginących i zagrożonych w Polsce” umieszczony jest jako gatunek najmniejszej troski (LC).